# Daïra de Chahbounia
La daïra de Chahbounia est une circonscription administrative algérienne située dans la wilaya de Médéa et la région du Titteri. Son chef-lieu est situé sur la commune éponyme de Chahbounia.
La daïra regroupe les trois communes de Chahbounia, Boughezoul et Bou Aiche.